# Arapaimidae
Az Arapaimidae a sugarasúszójú halak (Actinopterygii) osztályának és az elefánthalak (Osteoglossiformes) rendjének egyik családja.
Ebbe a halcsaládba 5 élő faj tartozik.

## Előfordulásuk
Az Arapaima-fajok Dél-Amerika nagy folyóiban fordulnak elő, míg a monotipikus Heterotis niloticus afrikai elterjedésű.

## Rendszerezés
A családba az alábbi 2 nem tartozik:
- Arapaima J. P. Müller, 1843 – 4 faj
- Heterotis Rüppell, 1828 – 1 faj

## Képek

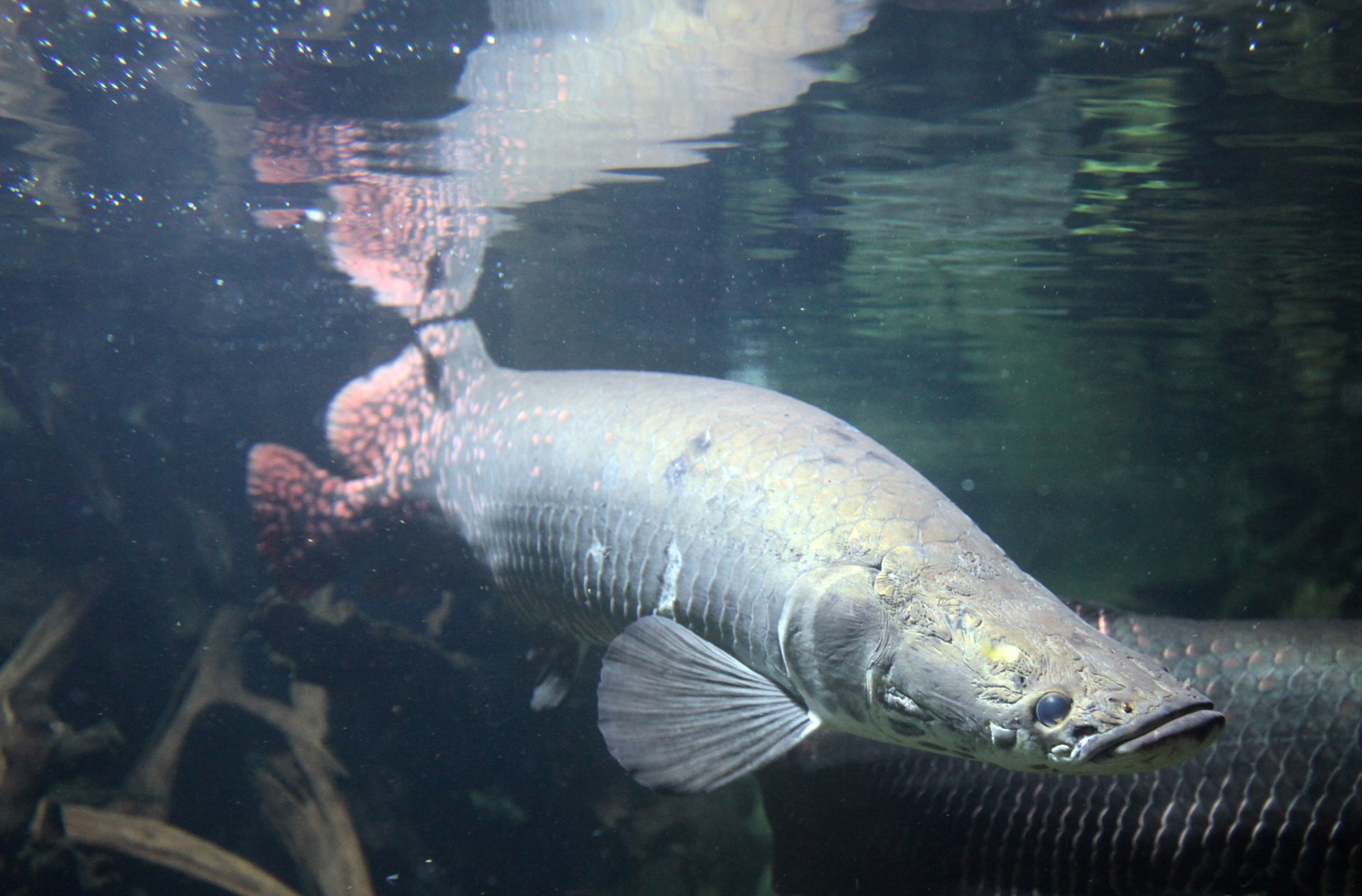
Arapaima gigas
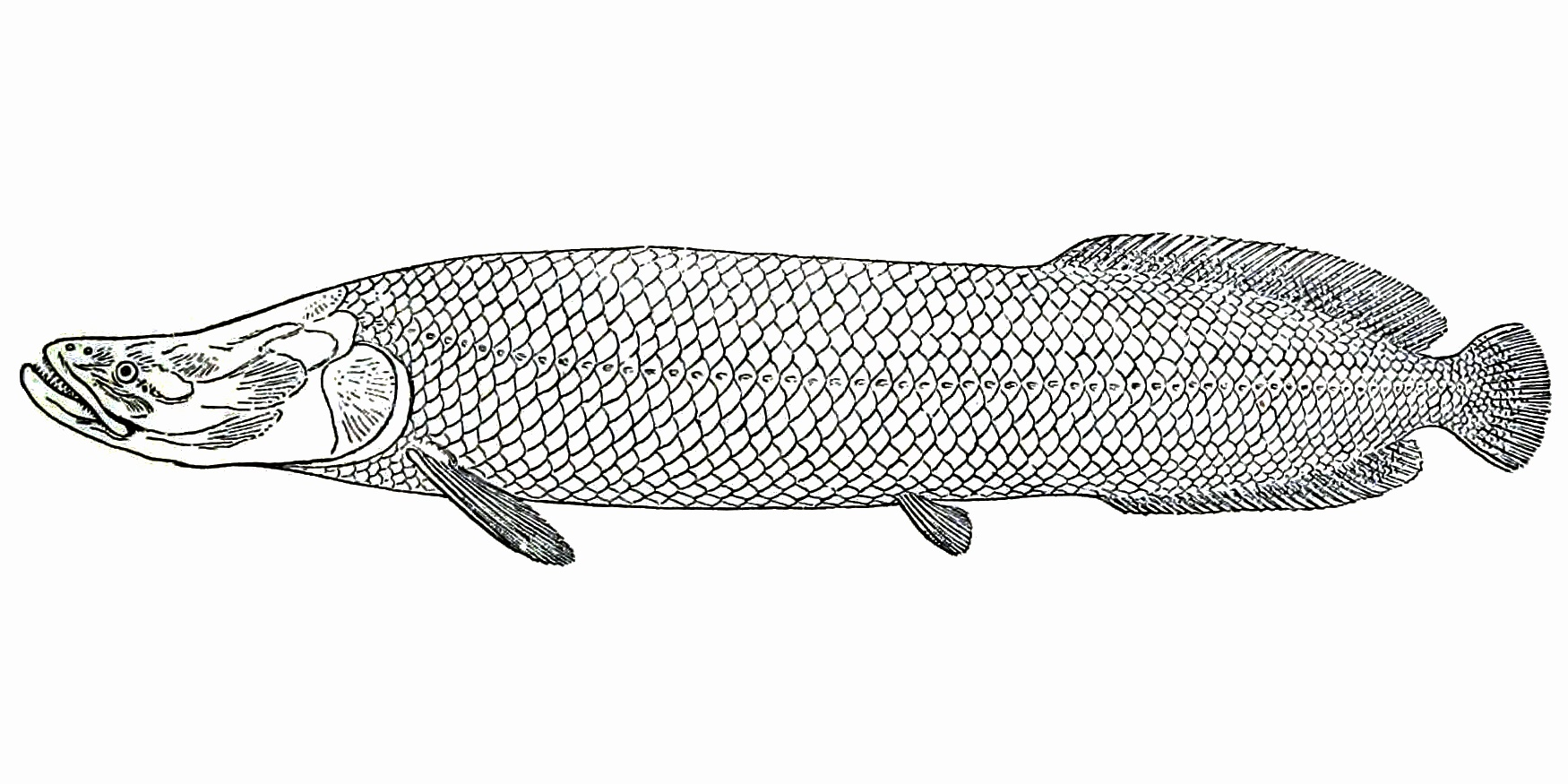
Arapaima gigas-t ábrázoló rajz
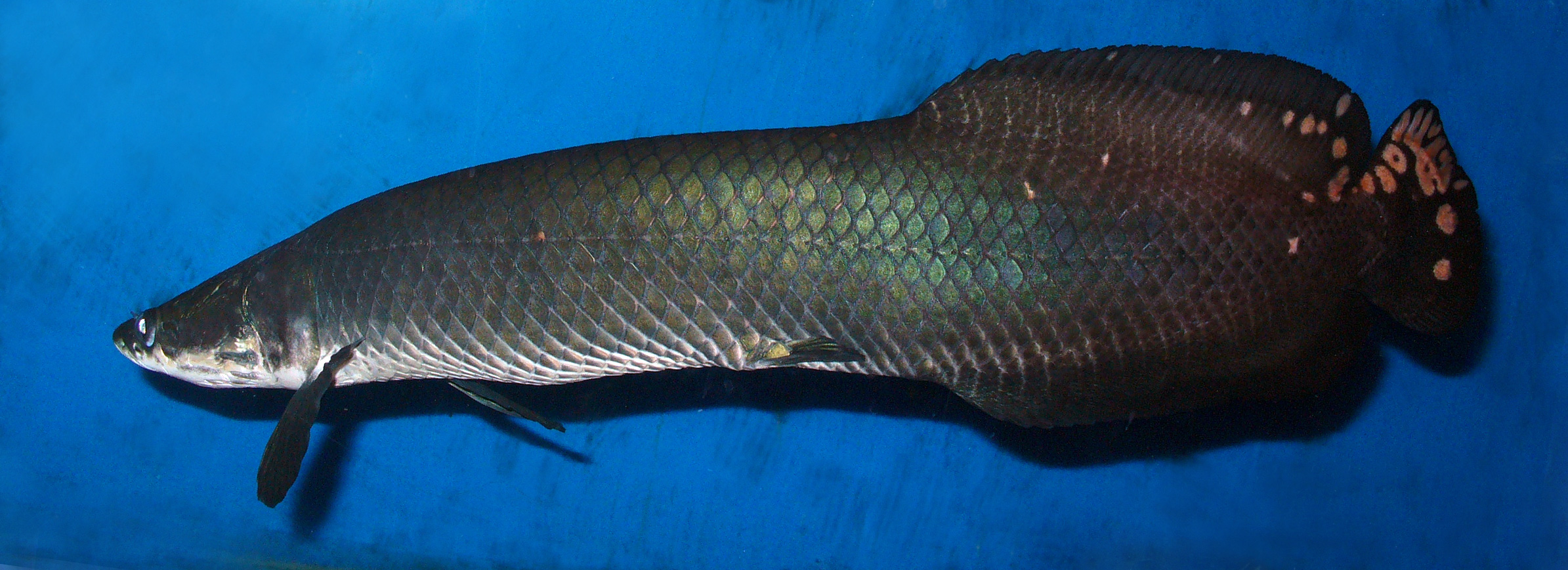
Arapaima leptosoma